# Павловац Вребачки
Павловац Вребачки је насељено место у Лици. Припада граду Госпићу, у Личко-сењској жупанији, Република Хрватска.

## Географија
Испод Павловачке косе, југоисточно од засеока Завођа, са обе стране ријеке Јадове, простире се Вребачки Павловац. На југоистоку се граничи са Могорићем, а на сјеверозападу су Вребац и заселак Завође. Павловац Вребачки је заселак села Врепца. До 1900. године, насеље је исказивано под именом Павловац.
Павловац Вребачки је од Госпића удаљен 17 км. У близини насеља пролази ауто-пут Загреб–Сплит.

## Историја
Павловац Вребачки се од распада Југославије до августа 1995. године налазио у Републици Српској Крајини.

## Становништво
Према попису из 1991. године, Павловац Вребачки је било етнички чисто српско насеље са 164 становника, међу којима је било 164 Срба. Према попису становништва из 2001. године, Павловац Вребачки је имао 33 становника. Према попису становништва из 2011. године, насеље Павловац Вребачки је имало 33 становника.
| Националност       | 1991. | 1981. | 1971. | 1961. |
| Срби               | 164   | 198   | 191   | 283   |
| Југословени        |       | 1     |       |       |
| Хрвати             |       | 1     |       |       |
| Црногорци          |       |       | 1     |       |
| Албанци            |       |       | 1     |       |
| остали и непознато |       | 1     | 11    |       |
| Укупно             | 164   | 201   | 204   | 283   |

| Демографија | Демографија | Демографија |
| Година      | Становника  | Становника  |
| ----------- | ----------- | ----------- |
| 1961.       | 283         |             |
| 1971.       | 204         |             |
| 1981.       | 201         |             |
| 1991.       | 164         |             |
| 2001.       | 33          |             |
| 2011.       |             | 33          |